# شوجو شارا
أنمي شوجو شارا

## القصة
كل طفل يمتلك بيضة في قلبه لا يراها في البداية وهذه البيضة تحمل الشخصية التي يتمنى أن يكون عليها، وإذا سعى إلى تحقيق أحلامه، تخرج هذه البيضة إلى الواقع وعندما تفقس يخرج منـها مخـلوق يدعى بـالـ " Shugo chara" أي ((حراس الشخصية)) لكن إذا لم يتجه لتحقيق أحـلامه، واعتقد بـأنـها مستحيلة ولا فائدة منها ستتحول هذه البيضة إلى بيضـة سوداء مشار إليها بعـلامة (×) وتسمى بـ (Batsu tama) أي (بيضـة العقاب) وقد ترجمت إلى (بيضة الإكس).

## الشخصيات

### Amu Hinamori
أمو فتاة تدرس في مدرسة سييو الابتدائية بالصف الخامس وثم سوف تنتقل إلى الصف السادس، جميع من في المدرسة يظن أن أمو شخصية مثالية ورائعة ومثيرة وقوية وشجاعة حتى أنهم كانوا يلقبونها بـ (Cool and Spicy) أي الرائعة والمثيرة، ولكنها عكس ذلك تماما فهي خجولة وتخاف من الأشياء المرعبة ومن القصص المخيفة، تستيقظ ذات يوم لتجد ثلاث بيضات في سريرها وهي البيوض التي تعكس أمنياتها وبسبب هذه البيوض كانت هناك جماعة تدعى بلغارديان لكنها رفضت الدخول إليها ثم وافقت أن تنظم إليهم، وتعيش أمو الكثير من المغامرات وتولد لها بيضة رابعة في الحلقات المقبلة.

### Ran
ران هي أول بيضة تفقس لامو وكان أول ظهور لها في الحلقة الأولى، ران شخصية مرحة ونشيطة كثيرا تحب الرياضة بأنواعها ولكنها في الحلقات الأولى توقع امو في الكثير من المشكلات لجعل امو تفصح مشاعرها لتاداسي، تمثل رغبة امو في أن تصبح شجاعة وصريحة وماهرة في الرياضة.

### Miki
ميكي هي ثاني بيضة تفقس لامو وكان الظهور الأول لها في الحلقة الثانية، شخصية هادئة وجدية، تحب الرسم كثيرا ودائما نراها في الحلقات تبدع بالرسومات الجميلة، تمثل رغبة أمو في أن تصبح فنانة وموهوبة.

### Suu
سو هي ثالث بيضة تفقس لامو وكان الظهور الأول لها في الحلقة الثالثة، جميلة ورقيقة وماهرة في الطبخ وأعمال المنزل ولكنها في بعض الأحيان تكون خرقاء، تمثل رغبة امو في أن تصبح ماهرة في الأعمال المنزلية.

### Tadase Hotori
تاداسي فتى في الصف الخامس وبعدها سوف ينتقل إلى السادس في نفس صف أمو، ينتمي إلى الغارديان ويحتل كرسي الملك، فتى طيب وخجول لهذا حلمه أن يكون قويا وشجاعا، عندما يناديه أحد بالأمير تتغير شخصيته ويصبح مغرورا هدفه السيطرة على العالم، يحب شخصية امو عندما تتحول إلى تعويذة القلب، ولكنه في فيما بعد يعرف أنه يحب امو نفسها.

### Kiseki
كيسيكي هي شخصية مغرورة ومتعجرفة لكن في داخله له قلب طيب ولطيف، يحلم بالسيطرة على العالم ودائما يعامل الآخرين على انهم خدم له وهو سيدهم، يمثل رغبة تاداسي في أن يصبح حاكما أو شجاعا وقويا

### Nadeshiko Fujisaki
ناديشيكو فتاة جميلة وراقية في التعامل مع الآخرين كما أن لها خبرة في العادات والتقاليد اليابانية كما أنها تجيد الرقص الياباني وتصبح صديقة امو المفضلة فيما بعد ولكنها في الحقيقة ليست فتاة بل ولد، ولايعلم بهذه الحقيقة الا كوكاي وتاداسي وابن خال تاداسي وأيضا ريما. تسافر إلى الخارج بعد أخبار امو ان لها أخا تواما يدعى ناجيهكو ((ناجيهكو وناديشكو شخص واحد)). تحتل كرسي الملكة في الغارديان.

### Temari
شخصية ظريفة ورقيقة ومسالمة وتحب ان يكون كل شيء مثاليا ومان يفسد أحدهم شيئا حتى تتغير شخصيتها وتصبح متوحشة وعدوانية ومسلحة أيضا بالرماح، تمثل رغبة ناديشكو في تعلم الرقص والعادات.

### souma kukai
كوكاي فتى بالصف السادس وبعدها سوف يتخرج من المدرسة، طيب ونشيط ومرح ودائم الابتسامة لايسمح للياس بان يتسلل إليه يساعد أمو في بعض التدريبات لتصبح أفضل ماهر في الرياضة وخاصة كرة القدم، عضو في الغارديان ويحتل منصب الجاك.

### Daichi
دايشي شخصية مفعمة بالنشاط مثل صاحبه ماهر في أداء الرياضات، يمثل رغبة كوكاي في أن يصبح ماهرا وبارعا في الرياضة.

### Yaya Yuiki
يايا فتاة بالصف الرابع ثم إلى الخامس، شخصية طفولية بكل معنى الكلمة تريد من الكل ان يدللها ويعتني بها ويراعيها تحب تناول الحلويات وخاصة الكعك، تحتل منصب الايس في الغارديان عندما تحول شخصيتها تصبح مثل الأطفال تماما لهذا نرى ان معظم هجماتها لا تنجح.

### Pepe
بي بي طفلة صغيرة، ولكنها لطيفة وهي مثل صاحبتها من ناحية التصرفات، تمثل رغبة يايا في أن تعود طفلة.

### Rima Mashiro
ريما فتاة هادئة لاتحب الكلام كثيرا ولكنها في الماضي كانت تحب اضحاك الناس وخاصة عائلتها ولكن في يوم اختطفت ريما ولهذا السبب صار والداها يتشاجران فيما بينهما على هذه الحادثة وأصبحت ريما فتاة كئيبة لاتحب الضحك وتكره ولكن في الداخل امنيتها اضحاك العالم، عضوة في الغارديان وتحتل كرسي الملكة بعد سفر ناديشكو أو لنقول ناجيهكو.

### Kusu Kusu
كسو كسو شخصية تحب اضحاك الناس وشكلها يوحي بذلك، تمثل رغبة ريما في أن تصبح أفضل كوميدية.

### Kairi Sanjou
كايري فتى يحب ان يسجل كل شيء يراه ويعد الخطط لفريق الغارديان، يحتل كرسي الجاك بعد كوكاي، ولكنه في الحقيقة يعمل كجاسوس لاخته التي تعمل في شركة ايستار وينقل كل خططهم ولكنه في النهاية سوف يساعد امو في التغلب على ايستار، يحب امو وقد اعترف لها عندما كان سيسافر بقوله( احبك، ساعود عندما اكون رجلا صالحا وجيداً لكي اناسبك) أو من هذا القبيل، يحب مقاتلي الساموراي وقصصهم ويحلم انه منهم.

### Musashi
يدل شكله على أنه من مقاتلي الساموراي، جدي في التعامل، يمثل رغبة كايري في أن يصبح ساموراي.

### Ikuto Tsukiyomi
ايكتو فتى في المرحلة الثانوية، شخص مضحك احياناً , ويحب ان يخدع امو بكلامه فيضحك عليها ,
يعمل في شركة ايستار على الرغم منه لان اباه الثاني يهدده بكل من امه واخته الصغرى اوتاو، تسيطر شركة ايستار على ايكتو لكي يحصلوا على الجنين لاهدافهم الشريرة ولكن امو تنقذه من ايديهم، يحب امو ويعترف لها في الحلقة الأخيرة من الجزء الثاني ولكنه يحب أكثر اغاظتها هي وتاداسي، يلقب تاداسي بالملك الصغير، يحب العزف على الكمال مثل والده كما لايكتو قصة محزنة في الماضي فيبحث عن اباه في الجزء الثالث

### Yoru
يورو شخصية كما نراه مثل القطط تصرفاته وحركاته مثلها تماما يحب ان يكون حرا دائما ويحب أيضا اغاظة اولياء امور الشارا، يمثل رغبة ايكتو في أن يصبح حرا كالقطط.

### Utau Hoshina
هوشينا اوتاو هو اسم الشهرة الخاص بها والاسم الحقيقي لها تسكيومي اوتاو، فتاة جميلة ولطيفة تحب اخاها ايكتو حبا جما، تغار من امو لان ايكتو يهتم بامو أكثر مما يهتم بها تعمل في شركة ايستار كمغنية فلها صوت جميل وعذب ولكنها تعمل من اجل الحصول على الجنين وتخليص أخيها من الشركة ولاكنها في الجزء الأول أصبحت اوتاو صديقه امو

### Iru
تمثل الجانب الطيب والضعيف من أوتاو تقوم إرو بالسخرية منها دوماً، وأوتاو لا تعيرها أي اهتمام لهــذا قررت تركها وهربت منها على أمل أن تأتي أوتاو بحثاً عنها لكنها لم تفعل وجدتها آمو فاهتمت بها، وتستطيع تحويل الشخصية مع آمو إلى شخصية ملائكية بالرغم من أنها ملك لأوتاو كان أول تحويل للشخصية لها مع آمو ولكنها تعود بعد ذلك إلى اوتاو وتصبح صديقه لإرو .

### Eru
وهي شخصية اوتاو الثانية شريرة ومشاكسة كثيرا تحب ازعاج ايرو وهي تمثل الجانب الشرير من اوتاو تستطيع أيضا تحويل الشخصية مع امو بالرغم أنها ملك اوتاو.

### Yuu Nikaidou
نيكايدو رجل كـان يعمـل لصالح شركة إستار باحثاً عن الـ جنين فانتقل إلى
أكاديمية سييو، وعمـل هنـاك كمدرّس ليكون قريباً من الغارديان، ويبحث عن بيضة الـ الجنين بسهوله ولكنه ترك الشركة واتجه إلى حياته الخاصة. عندمـا كان صغيراً كان يحلم أن يصبح عالم روبوتات فولدت له بيضة، ولكنه اعتقد بأن هذا مستحيل ولا فائدة منه فكُسرت البيضة قبل أن تفقس فتساعده سو فيمـا بعد وتعود إليه البيضة واعتقد أنه معجب بشخصية سو.

### Sanjou Yukari
يوكاري امرأة تعمـل في شركة ايستار، كمديـرة أعمـال لـ أوتاو تبحث أيضاً عن الـ الجنين لصالح الشركة استار، تحب نيكايدو وهو أيضا يبادلها الشعور وهي أخت كايري.

## وصلات خارجية
- شوجو شارا على موقع ANN manga (الإنجليزية)